# Мишел Джонсън
Мишел Джонсън (на английски: Michelle Johnson) е американска актриса. 

## Биография
Джонсън е родена в Анкъридж, Аляска, майка ѝ е домакиня, а баща ѝ психолог. Семейството ѝ се премества във Финикс, Аризона, където учи в гимназията „Алхамбра“ от 1979 до 1983 г., завършвайки един семестър в началото на януари 1983 г. След като е забелязана в участието ѝ в „За всичко е виновен Рио“ тя започва да се подготвя за кариера в киното и се записва да учи за актриса.
От януари 1999 г. до юли 2002 г. Джонсън е омъжена за играча на Мейджър Лийг Бейзбол, Мат Уилямс, играч на Аризона Даймъндбъкс.

## Избрана филмография
| година  | филм                    | оригинално заглавие | роля              | режисьор       |
| ------- | ----------------------- | ------------------- | ----------------- | -------------- |
| 1984    | За всичко е виновен Рио | Blame It on Rio     | Дженифър Лайънс   | Стенли Донън   |
| 1992    | Смъртта ѝ прилича       | Death Becomes Her   | козметичката Анна | Робърт Земекис |
| 1992    | Далече, далече          | Far and Away        | Грейс             | Рон Хауърд     |
| 1992/93 | Убийство по сценарий    | Murder, She Wrote   |                   |                |